# Baltimore Americans
O Baltimore German foi um clube americano de futebol com sede em Baltimore, Maryland, que era membro da American Soccer League.

## História
Após a primeira temporada, o clube foi renomeado para Baltimore Americans .  A equipe venceu a Lewis Cup em 1947. A liga comprou a franquia após três jogos em 1948/49.